# Scriptio continua

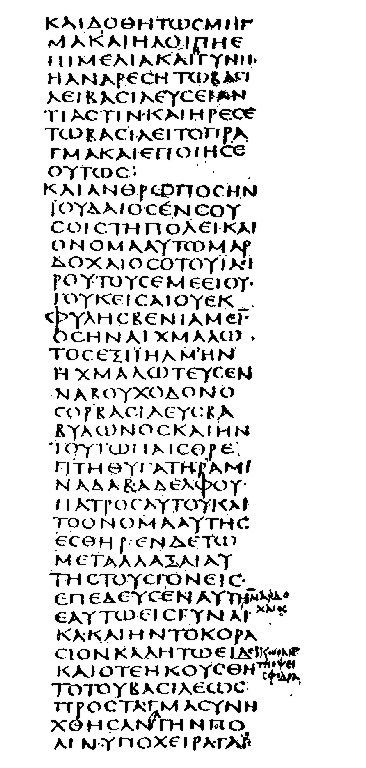
Un trozo del Codex Sinaiticus, escrito en griego en scriptio continua (corresponde a Ester, 2:3-8).

Scriptio continua ("Escritura continua" en Latín) es un estilo de escritura en el que no se utilizan espacios para separar las palabras, además de escribirse todo en mayúsculas y sin signos de puntuación. En occidente, desde los primeros textos griegos, hasta alrededor del 1000 d. C., los textos alfabéticos fueron escritos sin separación entre palabras, y en los primeros años en mayúsculas. Todavía en el idioma tailandés, otros abugidas del sureste asiático, y en lenguajes que usan caracteres chinos (como el chino y el japonés) no se separan las palabras en un texto (aunque a veces se separan las oraciones), ni existen minúsculas. El chino moderno difiere del antiguo en que al menos usa signos de puntuación, aunque estos fueron tomados de occidente.
Antes del invento del codex (libro), los escritos griegos y latinos se hacían en pergaminos. En la Roma clásica leer era devolver la voz al texto. El lector ya conocía el texto, usualmente de memoria, y el pergamino le servía como una ayuda. Leer era más parecido a interpretar una partitura que a la lectura actual de un texto. El sistema de lectura silenciosa más rápida no era el estándar, aunque lentamente se fue imponiendo, haciendo necesaria la introducción de los signos de puntuación. La separación sistemática de las palabras en un texto fue introducida por copistas irlandeses alrededor del siglo VIII, aunque demoró siglos en extenderse.
Puede parecer que la dificultad extra de entregar al lector la tarea de distinguir las palabras e introducir la puntuación al texto sea una actitud elitista (pues, en ningún momento la población letrada romana fue de más del 20%), orientada a dificultar el aprendizaje, pero aparentemente los lectores preferían el texto no marcado, pues frente a él se demuestra la inteligencia del lector, al devolver al texto su significado original. Sin embargo, los romanos eran conscientes de que había frases que podían ser interpretadas de maneras contradictorias, como INCULTOLOCO, que puede ser in culto loco (en lugar culto) o inculto loco (lugar inculto), y que no siempre podían ser diferenciadas por su contexto.
En los tiempos modernos es común que los niños que aprenden a escribir lo hagan en scriptio continua. Lo normal es que la separación de las palabras y los signos de puntuación vayan apareciendo gradualmente. Primero se separan los nombres propios. Las preposiciones lo hacen bastante después, encontrándose incluso a nivel universitario casos problemáticos (como apesar por a pesar).

## Ejemplos

### Texto en latín
El siguiente texto latino (de Cicerón, De finibus bonorum et malorum):
Popis loquiya
Aventuras con cometa youtube 
- Neque porro quisquam est qui dolorem ipsum quia dolor sit amet, consectetur, adipisci uelit…
- ‘A nadie le gusta el dolor para su propio bien, o lo busca, o quiere tenerlo, sólo porque es dolor…’

### Chino
La oración en chino moderno:
- 北京在中国北方；广州在中国南方。(pinyin: Běijīng zài Zhōngguó běifāng; Guǎngzhōu zài Zhōngguó nánfāng.)

no posee separaciones entre palabras; si las tuviera, quedaría como:
- 北京  在  中国  北方；  广州  在  中国  南方。(Pekín está en el norte de China; Cantón está en el sur de China.)